# Provincia de Zudáñez
La provincia de Zudáñez es una provincia boliviana que se encuentra en el departamento de Chuquisaca, que tiene como capital provincial a Villa Zudáñez. Tiene una superficie de 3738 km² y una población de 39 009 habitantes (INE 2012). Debe su nombre a Jaime de Zudáñez, prócer de la independencia americana que nació en la ciudad de Chuquisaca (hoy Sucre).

## Historia
La provincia de Zudáñez fue creada mediante la ley del 5 de diciembre de 1917, durante el gobierno de José Gutiérrez Guerra, separándose de la provincia de Tomina. Dicha ley estableció que la provincia estaría conformada por los cantones de Zudáñez, Presto, Mojocoya, Yela y Rodeo, siendo su capital la Villa Zudáñez.

## Geografía
La provincia es una de las diez provincias que componen el departamento de Chuquisaca. Limita al norte con el departamento de Cochabamba, al oeste con la provincia de Oropeza y la provincia de Yamparáez, al suroeste con el departamento de Potosí, en el sur limita con la provincia de Azurduy y al este con las provincias de Belisario Boeto y Tomina.

## Organización administrativa
La provincia de Zudáñez está compuesta de 4 municipios, los cuales son:
- Zudáñez - 11.362 habitantes
- Presto - 12.385 habitantes
- Mojocoya - 8.068 habitantes
- Icla - 7.774 habitantes

## Demografía
De acuerdo con el censo boliviano de 2024, la población de la provincia de Zudáñez es de 42 535 habitantes.
La población de la provincia ha aumentado en más de un tercio en las últimas tres décadas:
| Año  | Habitantes | Fuente                  |
| ---- | ---------- | ----------------------- |
| 1992 | 30 982     | Censo boliviano de 1992 |
| 2001 | 33 482     | Censo boliviano de 2001 |
| 2012 | 39 589     | Censo boliviano de 2012 |
| 2024 | 42 535     | Censo boliviano de 2024 |